# Kravica

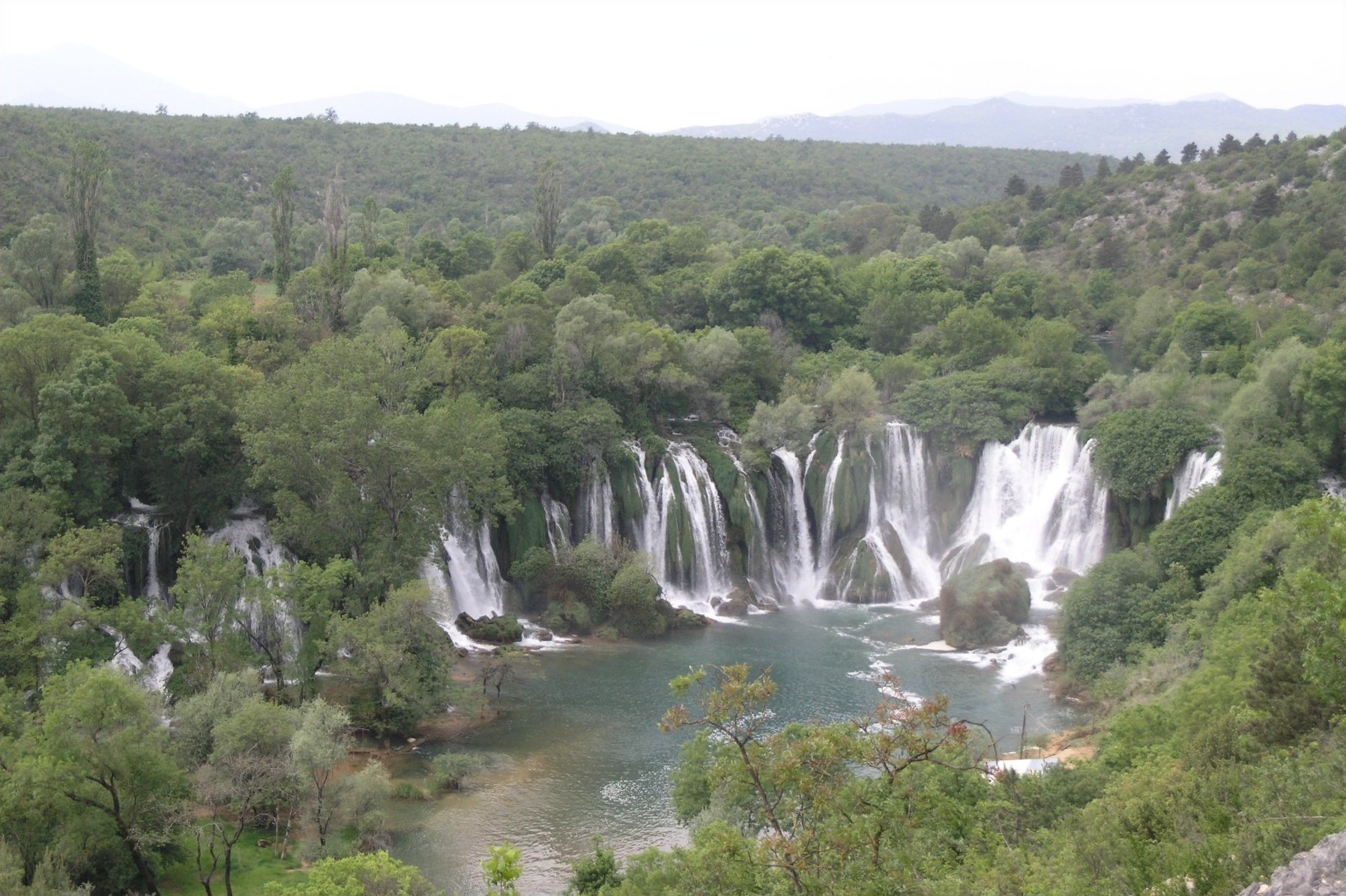
Kravica-Wasserfälle

Die Kravica-Wasserfälle [ˈkravit͡sa] befinden sich beim Dorf Studenci in Bosnien und Herzegowina. Sie gehören zu den bekanntesten Attraktionen der Gemeinde Ljubuški und stehen unter Naturschutz.
Der Fluss Trebižat stürzt hier über einen 120 m breiten Hang zwischen 26 und 28 Metern in die Tiefe. Weil um die Wasserfälle herum auch besonders viel fruchtbarer Schlamm liegen bleibt, konnten zahlreiche Pflanzenarten, die die regionale Vegetation ausmachen, besonders gut gedeihen. Früher wurden die Kravice von Müllern zum Antrieb ihrer Wassermühlen genutzt, während sich heutzutage vor allem Badegäste an den Wasserfällen erfrischen.
Unweit der Wasserfälle verläuft seit 2014 die Autobahn A1 mit der Raststätte Kravice.